# وقتی خواب بودی (فیلم)
وقتی خواب بودی (به انگلیسی: While You Were Sleeping) فیلمی سینمایی محصول سال ۱۹۹۵ میلادی به کارگردانی جان ترتلتاب محصول کشور آمریکا است.

## بازیگران
- ساندرا بولاک در نقش لوسی
- بیل پولمن در نقش جک

## داستان
لوسی، دختر بلیط فروش در حالی که از زندگی یک نواخت و کسل بارش خسته شده‌است، در آرزوی ازدواج با مشتری ثروتمند و همیشگی اش به سر می‌برد که از قضا روزی به وی حمله شده؛ مجبور می‌شود مرد را نجات دهد. پیتر که مورد حمله چند سارق واقع شده، توسط لوسی نجات یافته و به کما می‌رود.